# Majskij (Adighezia)
Majskij (in lingua russa Майский) è un centro abitato dell'Adighezia, situato nel Košechabl'skij rajon. La popolazione era di 2.343 abitanti al dicembre 2018. Ci sono 14 strade.